# Путейская (остановочный пункт)
Путейская — остановочный пункт на линии Джанкой-Николаев Херсонской дирекции Одесской железной дороги в Днепровском районе города Херсона.
Находится в 4 км от станции Херсон.
В настоящее время от Путейской до Херсона на пригородном поезде можно добраться за 10-13 минут;
от Путейской до Антоновки за 14-15 минут;
Северный выход к пос. Текстильный, Южный выход к Бериславскому шоссе.

## Сообщение
На июль 2015 года на платформе останавливаются следующие пригородные поезда:
| № поезда  | Маршрут движения           | № поезда  | Маршрут движения           | Дорога обслуживания |
| --------- | -------------------------- | --------- | -------------------------- | ------------------- |
| 6202      | Брилевка-Херсон            | 6203      | Херсон-Брилевка            | Одесская ж.д.       |
| 6204/6203 | Брилевка-Николаев-Грузовой | 6202/6201 | Николаев-Грузовой-Брилевка | Одесская ж.д.       |
| 6572      | Николаев-Грузовой-Вадим    | 6574      | Вадим-Николаев-Грузовой    | Одесская ж.д.       |
| 6576      | Николаев-Грузовой-Вадим    | 6578      | Вадим-Николаев-Грузовой    | Одесская ж.д.       |